# تحميل العقل
(بالإنجليزية: Mind uploading)‏ المحاكاة الكاملة للدماغ (WBE) أو تحميل العقل أو تحميل الدماغ (تسمى أحيانًا «نسخ العقل» أو «نقل العقل») هي العملية الافتراضية المستقبلية لمسح الحالة العقلية (بما في ذلك الذاكرة طويلة المدى و «الذات») لدماغ معين ونسخها إلى جهاز كمبيوتر، يمكن للكمبيوتر بعد ذلك تشغيل نموذج محاكاة لمعالجة معلومات الدماغ، بحيث يستجيب بشكل أساسي بنفس الطريقة التي يستجيب بها الدماغ الأصلي (أي لا يمكن تمييزه عن الدماغ) وتجربة امتلاك عقل واعي.

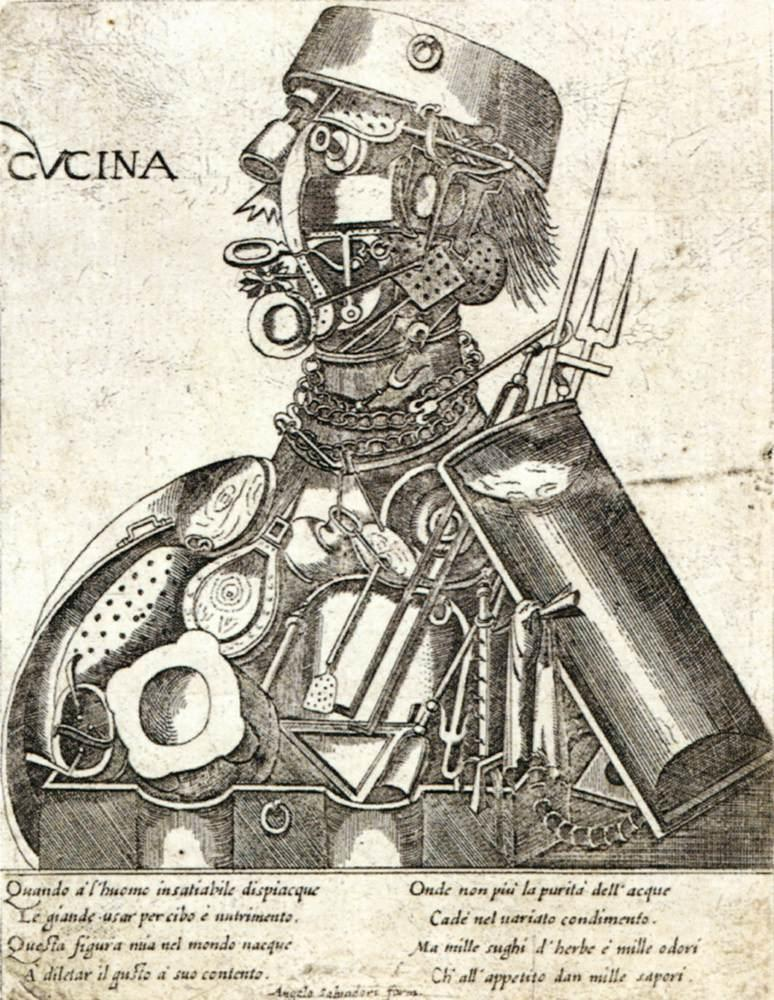

يتم إجراء أبحاث كبيرة في المجالات ذات الصلة في رسم خرائط ومحاكاة دماغ الحيوانات وتطوير أجهزة كمبيوتر فائقة السرعة وواقع افتراضي وواجهات الدماغ والحاسوب والوصلات واستخراج المعلومات من العقول العاملة ديناميكيًا،  وفقًا للمؤيدين، فإن العديد من الأدوات والأفكار اللازمة لتحقيق التحميل الذهني موجودة بالفعل أو هي حاليًا قيد التطوير النشط ومع ذلك سيعترفون بأن الآخرين هم حتى الآن مضاربين للغاية، لكنهم يقولون إنهم لا يزالون في مجال الإمكانيات الهندسية، شكل عالم الأعصاب راندال كوين منظمة غير ربحية تسمى نسخ الكربون لتعزيز أبحاث رفع العقل.
من المحتمل أن يتم تحميل العقل من خلال أي من الطريقتين: النسخ والتحويل أو الاستبدال التدريجي للخلايا العصبية، في حالة الطريقة السابقة يمكن تحقيق التحميل الذهني عن طريق مسح وتحديد السمات البارزة للدماغ البيولوجي ثم عن طريق نسخ حالة المعلومات ونقلها وتخزينها في نظام كمبيوتر أو جهاز حسابي آخر، قد لا ينجو الدماغ البيولوجي من عملية النسخ، يمكن أن يكون العقل المحاكي داخل الواقع الافتراضي أو عالم المحاكاة مدعومًا بنموذج محاكاة الجسم التشريحي ثلاثي الأبعاد، وبدلاً من ذلك يمكن للعقل المحاكي أن يقيم في جهاز كمبيوتر داخل أو متصل بروبوت وليس بالضرورة أنسانًا أو جسمًا بيولوجيًا.
من بين بعض المستقبليين وداخل الحركة عبر الإنسانية يتم التعامل مع التحميل الذهني كتقنية مهمة لتمديد الحياة، يعتقد البعض أن تحميل العقل هو أفضل خيار حالي للبشرية للحفاظ على هوية الأنواع على عكس علم التشفير، هدف آخر لتحميل العقل هو توفير نسخة احتياطية دائمة إلى «ملف العقل» لدينا لتمكين رحلات الفضاء بين النجوم ووسيلة للثقافة البشرية من النجاة من كارثة عالمية من خلال عمل نسخة وظيفية من مجتمع بشري في جهاز حوسبة، يناقش بعض علماء المستقبل المحاكاة الكاملة للدماغ باعتبارها «نقطة نهاية منطقية»  في مجال علم الأعصاب الحسابي الموضعي ومجالات المعلوماتية العصبية، وكلاهما عن محاكاة الدماغ لأغراض البحث الطبي، تمت مناقشته في منشورات أبحاث الذكاء الاصطناعي كنهج للذكاء الاصطناعي القوي، يمكن للذكاء المستند إلى الكمبيوتر مثل التحميل أن يفكر بشكل أسرع بكثير من الإنسان البيولوجي حتى لو لم يكن أكثر ذكاءً، يمكن أن يؤدي مجتمع التحميلات الواسع النطاق وفقًا للمستقبليين إلى التفرد التكنولوجي مما يعني انخفاضًا مفاجئًا ثابتًا في التطور المتسارع للتكنولوجيا. تحميل العقل هو سمة مفاهيمية مركزية للعديد من روايات وأفلام الخيال العلمي.